# Jean-Charles de Ségur
Pour les autres membres de la famille, voir famille de Ségur.
Jean-Charles de Ségur, né le 26 septembre 1695 à Paris et mort le 29 septembre 1748, est un prélat français, évêque de Saint-Papoul.

## Biographie
Il est le fils de Henri-Joseph marquis de Ségur, gouverneur de Foix et d'Elisabeth Binet. Il suit d'abord la carrière des armes et sert dans les Gardes, puis entre dans la congrégation de l'Oratoire.
Ordonné prêtre le 30 mai 1722, il est pourvu en commende de l'abbaye de Vermand dans le diocèse de Noyon et devient vicaire général du diocèse de Laon.
Désigné comme évêque de Saint-Papoul en 1723, il est confirmé le 26 juin 1724 et consacré par  Nicolas de Malézieu, évêque de Lavaur. Favorable aux thèses du jansénisme,  il se démet de son siège en 1735 avec fracas mais conserve son abbaye. Il meurt évêque émérite en 1748.